# باوورز (ایندیانا)
باوورز (به انگلیسی: Bowers) یک منطقهٔ مسکونی در ایالات متحده آمریکا است که در شهرستان مونتگومری، ایندیانا واقع شده‌است. باوورز ۲۴۸٫۱۱ متر بالاتر از سطح دریا واقع شده‌است.